# ماركو هارتمان
ماركو هارتمان (بالألمانية: Marco Hartmann)‏ (25 فبراير 1988 في ألمانيا - ) هو لاعب كرة قدم ألماني في مركز الوسط. لعب مع دينامو دريسدن ونادي هالشر.

## وصلات خارجية
- ماركو هارتمان على موقع قاعدة بيانات كرة القدم.إي يو (الإنجليزية)
- ماركو هارتمان على موقع بيانات كرة القدم. دي إي (الألمانية)
- ماركو هارتمان على موقع Soccerway.com (الإنجليزية)
- ماركو هارتمان على موقع عالم كرة القدم.نت (الإنجليزية)